# Sheykh Serjīn
Sheykh Serjīn (persiska: شیخ سرجین) är en ort i Iran.   Den ligger i provinsen Östazarbaijan, i den nordvästra delen av landet, 400 km nordväst om huvudstaden Teheran. Sheykh Serjīn ligger 2 107 meter över havet och antalet invånare är 216.
Terrängen runt Sheykh Serjīn är huvudsakligen kuperad, men åt nordväst är den platt. Runt Sheykh Serjīn är det ganska glesbefolkat, med 40 invånare per kvadratkilometer. Närmaste större samhälle är Jeldeh Bākhān, 7,4 km väster om Sheykh Serjīn. Trakten runt Sheykh Serjīn består i huvudsak av gräsmarker.